# Изворска улица (Чукарица)
| · Улица · Изворска | · Улица · Изворска             |
| ------------------ | ------------------------------ |
|                    |                                |
| Општина            | Чукарица                       |
| Почетак            | Улица Београдског батаљона     |
| Крај               | Улица Београдског батаљона     |
| Дужина             | око 600 m                      |
| Ширина             | око 12 m                       |
| Створена           | друга половина двадесетог века |
|                    |                                |
|                    |                                |
| Почетак улице      |                                |

Изворска улица налази се на Општини Чукарица. Почиње од једног дела улице Београдског батаљона, а завршава се код другог дела улице Београдског батаљона пролазећи кроз Голф насеље.

## Име улице
Претпоставља се да је улица добила име по извору који се налазио у близини.

## Историја
Улица је настала у другој половини 20. века у периоду када се Чукарица нагло преобразила из скромног радничког насеља са понеком кућом на спрат у модерно градско насеље. Нова стамбена изградња спојила је сеоска насеља с градом, а на некадашњим пашњацима појавиле су се нове градске четврти.
Један део улице променио је име у улицу Висариона Павловића.

## Изворском улицом
Улица је типична за Баново брдо са измешаном стамбеном и породичном градњом и доста зеленила.

## Суседне улице
1. Београдског батаљона
2. Жана Сибелијуса
3. Жарковачка

## Галерија
- Паркић са игралиштем
- Раскрсница са улицом Жана Сибелијуса
- Породична кућа на крају улице
- Крај улице код спајања са улицом Београдског батаљона